# Aldo Cucinelli
Aldo Cucinelli (San Marco dei Cavoti, 9 marzo 1922 – Milano, 4 agosto 1996) è stato un politico italiano.

## Biografia
Iscrittosi alla facoltà di giurisprudenza all'Università di Napoli, Aldo Cucinelli pubblicò da studente, nel 1941, il testo di carattere goliardico Divagazioni sul divorzio, mentre dopo aver conseguito la laurea in legge esercitò la professione di avvocato penalista e patrocinatore in Cassazione a Benevento. 
Entrato in politica ancora giovanissimo, militò nel Partito Comunista Italiano e poi nel Partito Socialista Italiano.
Consigliere provinciale dal 1952 al 1970 ininterrottamente, fu anche vice presidente del consiglio provinciale di Benevento e reggente per sei mesi, nel 1968. 
Nel 1972 venne eletto senatore e restò in carica fino al 1976.
Nel corso della sua attività politica presentò a sua firma diciotto disegni di legge, e fu cofirmatario di altri cinquanta, molti dei quali a favore delle zone interne del Mezzogiorno.
Tra gli altri incarichi ricoperti: membro e poi segretario della commissione bilancio, partecipazioni statali e programmazione economica, segretario della presidenza della commissione parlamentare per l'emanazione del nuovo codice di procedura penale ed infine presidente della sezione interparlamentare Italia-Cecoslovacchia.
A Benevento, dal 1978 al 1992, diresse l'Istituto Autonomo Case Popolari. Morì a Milano in seguito ad un'operazione al cuore, nel 1996.